# Marie Laskarina
Marie Laskarina (1206? – 24. června nebo 16. července 1270) byla dcerou nikájského císaře Theodora I. Laskarise a jeho první ženy Anny Komneny Angeliny. Roku 1218 se provdala za uherského kralevice Bélu IV. a roku 1235 se stala uherskou královnou.

## Život
Byla mladší sestrou Ireny Laskariny, první manželky Jana III. Duky Vatatzese. Theodoros nechal provdat svojí nejstarší dceru za jím vybraného dědice nikájského trůnu roku 1212. Téhož roku Theodor ovdověl a později se ještě dvakrát oženil, poprvé s Filipou z Arménie a podruhé s Marii z Courtenay. Nicméně Jan nebyl nikdy zbaven následnictví.
Jakožto mladší dcera si Marie neměla vzít manžela, který by mohl uplatňovat nárok na nikájský trůn. Namísto toho dopomohl její dohodnutý sňatek s uherským princem Bélou IV., nejstarším synem Ondřeje II. a Gertrudy Meranské, k uzavření spojenectví s uherským královstvím. K svatbě došlo roku 1218, oběma bylo v té době 12 let.
Ondřej II. zemřel roku 1235. Na trůn dosedl Béla, vládl po 35 let a zemřel 3. května 1270, jeho manželka ho přežila zhruba o dva měsíce.

## Potomci
- Markéta (asi 1220–1242) ∞ Guillaume ze Saint-Omer
- Kinga Polská (1224 – 24. července 1292) ∞ Boleslav V. Polský
- Anna (asi 116 – po 1270) ∞ Rostislav Slavonský
- Kateřina (asi 1229–1242), zemřela při útěku se svojí rodinou po bitvě u Slané
- Alžběta (asi 1236–1271) ∞ Jindřich XIII. Bavorský
- Konstancie (asi 1237 – po 1252) ∞ Lev I. Haličský
- Jolanda (asi 1238–1298) ∞ Boleslav Velkopolský, později se stala jeptiškou a abatyší
- Štěpán V. (1239–1272)
- sv. Markéta Uherská (1242–1271)
- Béla Uherský (asi 1243–1269), vévoda Slavonie, Chorvatska a Dalmácie ∞ Kunhuta Braniborská